# Tigre
Tigre (ge'ez: ትግረ, tigre eller ትግሬ, tigrē, i Sudan Xasa, arabiska الخاصية ḫāṣiya) är ett semitiskt språk som talas i norra Eritrea av cirka 33 procent av Eritreas befolkning samt i de angränsande områdena i nordöstra Sudan. Tillsammans med amhariska och tigrinska härstammar språket från det nu utdöda språket ge'ez som var statsspråk i riket Axum och som endast lever kvar som liturgiskt språk i de eritreanska och etiopiska ortodoxa kyrkorna, samt i den etiopiska katolska kyrkan och den eritreanska katolska kyrkan.  Tigretalare finns nästan uteslutande i västra Eritrea, medan resten bor i den intilliggande delen av Sudan. I Eritrea bor tigretalare på den centrala och norra platån och vid Röda havets stränder norr om Zula. Traditionellt anses det lokala språket på Dahlaköarna, Dahlik, vara en dialekt av Tigre, men nyare forskning har ändrat denna syn.
Tigrefolket ska inte förväxlas med sina grannar i söder, Tigreaner (eller Tigrayfolket) i Eritrea och Etiopien. 